# Jan i Klan
Jan i Klan – polski zespół happy-folkowy, powstały w lutym 2015 roku we Wrocławiu.

## Historia
Jan i Klan wywodzi się z grupy Przyjaciele Gronusa i został powołany do życia przez szóstkę, wspólnie żeglujących przyjaciół. Decyzje dotyczące dalszych wspólnych poczynań i zmiany nazwy nastąpiły krótko po występie na imprezie „Szanty we Wrocławiu”, który miał miejsce 26 lutego 2015 roku. Zespół związany jest ze środowiskiem spod znaku piosenki żeglarskiej i studenckiej. Zadebiutował 27 czerwca tego samego roku na festiwalu Bazuna otrzymując wyróżnienie, zaś piosenka pt. Mały jacht znalazła się w tzw. „Złotej dwudziestce”. Od tego czasu, rokrocznie nagradzany był na festiwalach piosenki studenckiej i żeglarskiej z apogeum w latach 2017-2018. W lipcu 2018 roku ukazał się debiutancki album zespołu pt. Nic się nie zgadza i nic się nie klei, której dystrybutorem jest wytwórnia „Dalmafon”. Jest to zapis koncertu, który miał miejsce 25 maja 2018 roku w wałbrzyskim klubie A'Propos. Na stronie internetowej grupy Jan i Klan znajduje się śpiewnik zawierający alfabetyczny spis piosenek z akordami gitarowymi. 25 listopada 2022 roku ukazała się druga płyta grupy Jak dobrze razem mieć niedobrze.       

## Obecny skład zespołu
- Anna Bujko – śpiew, melodyka
- Julita Gacparska – śpiew, instrumenty perkusyjne
- Janusz Bujko – lider i autor piosenek zespołu; śpiew, gitara akustyczna
- Rafał "Zielak" Zieliński – gitara akustyczna, charango, instrumenty perkusyjne[4]
- Andrzej Kalus – gitara basowa
- Marcin Starnawski (gitara solowa, harmonijka ustna)

## Byli członkowie zespołu[5][6]
- Anna Dębicka – skrzypce, instrumenty perkusyjne[7], wokal wspierający
- Damian Kociołek – cajon, instrumenty perkusyjne (przed dołączeniem A. Kalusa grał na gitarze basowej)
- Grzegorz Siwicki - cajon, perkusja, instrumenty perkusyjne
- Wojciech Maziakowski – gitara basowa

## Nagrody i wyróżnienia
- 2015 – wyróżnienie za wszechsceniczny entuzjazm i piosenkę Mały Jacht.
- 2016 – Grand Prix i Nagroda Publiczności na 49. Ogólnopolskiej Turystycznej Giełdzie Piosenki Studenckiej w Szklarskiej Porębie.
- 2017:

– Grand Prix II Spotkań Z Piosenką MORZE O GÓRACH w Wałbrzychu oraz I nagroda w kategorii "Piosenka żeglarska i szanta",
  
– I nagroda na "Szanta Claus Festiwal" w Poznaniu,

– I nagroda na Festiwalu Piosenki Żeglarskiej "Tratwa" w Chorzowie,

– I nagroda na Przeglądzie Piosenki Żeglarskiej "Szkuta" w Toruniu,
 
– II nagroda na Festiwalu Piosenki Żeglarskiej "Kopyść" w Białymstoku,
 
– Przegląd Konkursowy "Shanties" – Nominacja do Festiwalu Piosenki Żeglarskiej "Shanties" (wykorzystana w formie występu w koncercie folkowym Tysiące mil).
- 2018:

– Grand Prix i Nagroda Publiczności na 34. Festiwalu Piosenki Żeglarskiej "Kopyść" w Białymstoku i nagroda "Dla najbardziej energetycznego wykonawcy" od firmy Enea,

– I nagroda na 42. OSPPT Yapa w Łodzi,

– Nagroda Prezydenta Miasta Krakowa za najlepszy debiut na Międzynarodowym Festiwalu Piosenki Żeglarskiej "Shanties" 2018. 

## Dyskografia

### Albumy
- Nic się nie zgadza i nic się nie klei (2018)
- Jak dobrze razem mieć niedobrze (2022)